# Geneviève Barro
Geneviève Barro, épouse Kabré, née au Burkina Faso, est la première femme mathématicienne du Burkina Faso.  Elle enseigne à l’université Joseph Ki-Zerbo, à l’Institut des sciences et l'ENNI. 

## Biographie

### Enfance  et études
Geneviève Barro obtient le baccalauréat Série C au collège Saint-Jean-Baptiste de la Salle de Ouagadougou,. À l’université, elle s’inscrit à la faculté de mathématiques jusqu’à l’obtention de son diplôme d’études approfondis et calcul scientifique. Elle poursuit des études à l’université de Toulouse 1 en France en spécialisation de statistique et économétrie. 

### Carrière
Geneviève est chercheuse au Laboratoire d’analyse numérique, d’information et de biomathématique et à l’unité de formation et de recherche en Science exactes et appliquées. Elle est Experte du Conseil africain et malgache pour l'enseignement supérieur (CAMES), de l 'Agence universitaire de la francophonie (AUF) et de la communauté économique des États de l'Afrique de l'Ouest (CEDEAO) en numérique éducatif et en assurance qualité. Elle est la première femme docteur en mathématique du Burkina Faso,. 

## Prix et distinctions
Geneviève a reçu plusieurs prix dont le prix Ecowas Women Scientists Awards, le prix scientifique de l’Union africaine, catégorie Sciences Fondamentales et Innovation. Elle a également été lauréate au prix régional Kwame Nkrumah de l'Union africaine pour la femme scientifique. Elle a reçu la distinction de chevalier de l'ordre des palmes académiques.